# Bad Essen
Bad Essen er en kommune med godt 15.000 indbyggere (2013), i den østlige del af Landkreis Osnabrück i den tyske delstat Niedersachsen. Den ligger med sin historiske bykerne ved turistruten Deutschen Fachwerkstraße (Tyske Bindingsværksrute) og i Natur- og Geopark TERRA.vita.

## Geografi
Bad Essen ligger ved overgangen mellem Mittelgebirge og den Nordtyske Slette. Wiehengebirge der ligger i den sydlige tredjedel af kommunen , og når med Schwarzen Brink op i 211 moh. ved Lintorf. Det højeste punkt i Bad Essen ligger med 215 moh. nord for Büscherheide. Den centrale del af kommunen ligger gennemsnitligt omkring 50 moh. og hører til naturregionen Lübbecker Lößland. Den nordlige del af komunen ligger i Rahden-Diepenauer Geest. Floden Hunte løber gennem Bad Essen fra syd mod nord, og krydser i bydelen Wittlage Mittellandkanal, der krydser kommunen i øst-vestlig retning.

### Nabokommuner
Kommunen Bad Essen grænser (med uret fra nord) til disse byer og kommuner : Stemwede, Preußisch Oldendorf (begge i Kreis Minden-Lübbecke i Nordrhein-Westfalen), Melle, Bissendorf, Ostercappeln og Bohmte.

### Inddeling
I kommunen ligger bydelene og landsbyerne:
| - Bad Essen - Barkhausen - Brockhausen - Büscherheide - Dahlinghausen | - Eielstädt - Harpenfeld - Heithöfen - Hördinghausen - Hüsede | - Linne - Lintorf - Lockhausen - Rabber - Wehrendorf | - Wimmer - Wittlage |